# Hans-Babo von Rohr
Hans-Babo von Rohr (Wolletz, 9 oktober 1922 – Konitz, 14 februari 1945) was een Duits militair die als tankcommandant in de Tweede Wereldoorlog vocht. Von Rohr vernietigde in totaal tijdens zijn carrière 58 Sovjet pantservoertuigen.

## Biografie
Hans-Babo von Rohr trad in juni 1941 als Fahnenjunker  (vaandrig) toe tot de Panzerwaffe. Hij werd vervolgens toegevoegd aan I./ Panzerregiment 25 en werd hier tankcommandant. Begin 1943 werd hij bevordert tot Leutnant. Eind september 1944 onderscheidde von Rohr zich in de defensieve gevechten in Koerland rond Šiauliai-Dobele. In de gevechten in het bruggenhoofd Memel in begin oktober 1944 onderscheidde hij zich opnieuw met het uitschakelen van vele Sovjet tanks, waarvoor hij op 5 november 1944 als Leutnant en Zugführer (pelotonscommandant) in 2./Pz.Rgt. 25 het Ridderkruis kreeg. In januari en februari 1945 was von Rohr intussen compagniescommandant geworden van 2./Pz.Rgt. 25 en tijdens de gevechten in Oost- en West-Pruisen toonde hij opnieuw zijn moed en kunde.
Tijdens de slag om Konitz op 14 februari 1945 wist een deel van de gepantserde Kampfgruppe van de 7e Pantserdivisie, waaronder een Panzercompagnie onder leiding van von Rohr, door te dringen tot in de bebouwde kom van de stad. Ze vielen de Sovjet tankgroep (behorende tot het 3e Garde Tankkorps), die zich daar bevond, van alle kanten aan en vernietigden deze, en daarmee dwarsboomden ze het doel van de vijand om door te breken naar het noorden. Von Rohr onderscheidde zich in dit gevecht door acht tanks te vernietigen met zijn Panzer en nog twee in “close combat”. Von Rohr zou echter tijdens het gevecht zwaar gewond raken (en stierf de volgende dag als gevolg van zijn verwondingen). Hij werd postuum bevorderd tot Oberleutnant der Reserve en op 24 februari 1945 ontving hij voor zijn laatste actie het Ridderkruis met Eikenloof.

## Decoraties
- Ridderkruis met Eikenloof op 24 februari 1945 als Leutnant der Reserve en Führer, 2. Kompanie, I. Abteilung, Panzer-Regiment 25, 7. Panzer-Division, Heer (postuum)[3]
- Ridderkruis (nr.4004) op 5 november 1944 als Leutnant der Reserve  en Zugführer van de 2. Kompanie, I. Abteilung, Panzer-Regiment 25, 7. Panzer-Division, Heer[3]
- IJzeren Kruis 1939, 1e Klasse (28 januari 1944) en 2e Klasse (6 december 1943)
- Gewondeninsigne 1939 in zwart[3]
- Medaille Winterschlacht im Osten 1941/42[3]
- Sonderabzeichen für das Niederkämpfen von Panzerkampfwagen durch Einzelkämpfer, (3)[3]

## Aantal vernietigde tanks
- 58, waarvan er zes in close combat werden uitgeschakeld